# Trigonosciadium viscidulum
Trigonosciadium viscidulum är en flockblommig växtart som beskrevs av Pierre Edmond Boissier och Heinrich Carl Haussknecht. Trigonosciadium viscidulum ingår i släktet Trigonosciadium och familjen flockblommiga växter. Inga underarter finns listade i Catalogue of Life.